# Tõnu Kaljuste
Tõnu Kaljuste (Tallinn, 28 agosto 1953) è un direttore d'orchestra estone.

## Biografia
Nato a Tallin figlio del maestro del coro Heino Kaljuste e della giornalista radiofonica Lia Kaljuste, Tõnu Kaljuste ha cominciato la sua carriera musicale cantando nel coro del padre, per poi studiare al conservatorio di Tallin e al Conservatorio di San Pietroburgo, dove si è diplomato nel 1978. Dal 1974 aveva sostituito il padre alla guida del coro da camera Ellerhein e ha insegnato direzione corale al conservatorio di Tallin dal 1978 al 1980. Con il supporto economico del governo, Kaljuste ha ampliato il coro, trasformandolo nell'Estonian Philharmonic Chamber Choir nel 1981 (EPCC). Dal 1978 al 1995 è stato direttore d'orchestra del Teatro dell'Opera estone.
Dopo che l'Estonia divenne uno Stato indipendente nel 1991, la carriera di Kaljuste spaziò all'estero, dove divenne noto per le sue incisioni per l'Editions of Contemporary Music di opere di compositori estoni come Veljo Tormis, Erkki-Sven Tüür, Heino Eller ed Arvo Pärt. Nel 1993 ha fondato l'Orchestra da Camera di Tallin ed è stato direttore del Coro della Swedish Radio dal 1994 al 2000, oltre che del coro da camera olandese dal 1998 al 2000. Il repertorio di Kaljuste spazia oltre i soli compositori estoni, avendo condotto anche opere di Beethoven, Penderecki, Schnittke, Rachmaninov, Mozart, Taneev e Vivaldi. Candidato a cinque Grammy Award, nel 2013 ha vinto il premio alla miglior performance corale per l'incisione dell'Adam's Lament di Arvo Pärt.